# Walter Poller
Walter Poller (* 6. Januar 1900 in Kiel; † 17. Oktober 1975 in Hagen) war ein deutscher Parteifunktionär (SPD) und Redakteur sowie Widerstandskämpfer gegen den Nationalsozialismus und Häftling im KZ Buchenwald.

## Leben
Walter Poller war der Sohn des Metallformers, Stadtrats der SPD und Polizeipräsidenten Wilhelm Poller. Nach dem Abschluss der Oberrealschule absolvierte Poller ein Volontariat bei der Kieler Arbeiterzeitung und war danach bei der Schleswig-Holsteinischen Volkszeitung tätig. Ab Sommer 1918 nahm er noch als Soldat am Ersten Weltkrieg teil und gehörte im November 1918 dem Soldatenrat in Jüterbog an. Bereits während seiner Schulzeit engagierte er sich in der Arbeiterjugend und wurde schließlich leitender Funktionär der Sozialistischen Arbeiter-Jugend (SAJ). Der SPD trat Poller nach Kriegsende im Jahr 1919 bei. Poller wurde 1919 in Hamm Chefredakteur bei der sozialistischen Tageszeitung Der Hammer. Er unternahm im Jahr 1923 eine Auslandsreise nach Istanbul und schrieb seine Eindrücke später in dem Buch Die Revolution einer Stadt. Besuch in Istanbul nieder.
Nach der Machtergreifung durch die Nationalsozialisten wurde das Verlagsgebäude, in dem Poller tätig war, durch SA-Männer verwüstet. Poller geriet im März und im Juni 1933 jeweils für kurze Zeit in Schutzhaft. Anschließend baute er eine Widerstandsgruppe aus Sozialdemokraten auf, die im Herbst 1934 durch die Gestapo ausgehoben wurde. Zu der Widerstandsgruppe zählte auch der spätere Innenminister von Nordrhein-Westfalen und langjährige Freund Pollers Hubert Biernat, der sich jedoch der polizeilichen Verfolgung entziehen konnte. Poller schilderte später die Umstände seiner Verhaftung:

„In der Nacht vom 31. Oktober auf den 1. November 1934 wurde ich von fünf Angehörigen der Geheimen Staatspolizei in meiner Wohnung verhaftet. Ich hatte, in der Hauptsache gestützt auf Mitglieder meiner Partei, eine Widerstandsbewegung gegen den Nationalsozialismus organisiert. Es waren zwei der von mir verfassten Flugblätter durch den Polizeispitzel Maczek aus Wiescherhöfen bei Hamm/Westfalen in die Hand der Gestapo gefallen. Ich wurde mit Handschellen gefesselt, in eine stark verschmutzte Gitterzelle im Keller der Dortmunder Steinwache gesperrt und dann zahlreichen Vernehmungen unterzogen. Dabei wurde ich insgesamt siebzehnmal ‚hart’ vernommen, das heißt, bei siebzehn dieser Vernehmungen wurde der Versuch gemacht, mich durch Stock- und Gummiknüppelschläge auf den Rücken, das Gesäß, gegen die Schienbeine und gegen den Unterleib zu einem Geständnis zu bringen. Es gelang mir, meinen Vorsatz, keinen meiner Gesinnungsfreunde zu verraten oder zu belasten, durchzuführen.“

Danach wurde Poller mit 51 weiteren Beschuldigten wegen „Vorbereitung zum Hochverrat“ angeklagt und am 29. Juni 1935 zu vier Jahren Zuchthaus verurteilt.  Seine Haftzeit verbüßte er in Münster, Neusustrum, Börgermoor, Plötzensee, Oslebshausen, Celle und dem Moorlager Lührsbockel. Nach seiner Haftentlassung wurde Poller ohne Angaben von Gründen erneut in Dortmund und Celle inhaftiert. Im Dezember 1938 wurde Poller als politischer Häftling ins KZ Buchenwald überstellt, wo er die Häftlingsnummer 996 erhielt. Poller war zuerst beim Arbeitskommando Steinbruch eingesetzt und ab Frühjahr 1939 als Arztschreiber im Häftlingskrankenbau. Im Mai 1940 wurde Poller aus dem KZ Buchenwald entlassen. Pollers Entlassung aus dem KZ Buchenwald wurde durch den Wohnortwechsel seiner Familie nach Hamburg begünstigt, wo er schließlich im Betrieb eines Familienmitglieds beschäftigt war. Seine Erinnerungen über die Haftzeit im KZ Buchenwald publizierte Poller nach der Befreiung vom Nationalsozialismus unter dem Titel Arztschreiber in Buchenwald – Bericht des Häftlings 996 aus Block 36. In diesem Bericht geht Poller u. a. auf die Umstände der Ermordung des SPD-Politikers Ernst Heilmann und die Folterung des Pfarrers Paul Schneider ein. Poller schildert in seinem Bericht auch eine am 9. November 1939 durch den SS-Führer Arnold Strippel angeordnete „Vergeltungsaktion“ an jüdischen Häftlingen für das gescheiterte Attentat von Georg Elser auf Adolf Hitler im Münchner Bürgerbräukeller. Auf Weisung des betrunkenen Strippel musste Poller die Namen von 21 im Steinbruch ermordeten Häftlingen notieren; auf der Totenmeldung wurde vermerkt: „auf der Flucht erschossen“. Tags darauf ging Poller in die Totenbaracke, wo er bei den ermordeten Häftlingen Nahschüsse am Kopf feststellte.
Nach Ende des Zweiten Weltkriegs amtierte Poller als politischer Sekretär der SPD beim Landesverband Hamburg. Danach war er als Chefredakteur bei sozialdemokratischen Zeitungen in Nordrhein-Westfalen tätig, u. a. von 1946 bis 1961 bei der Westfälischen Rundschau. Zudem betätigte er sich als Publizist unter den Pseudonymen Walter Raven, Walter Weissenburg und Walter Jeune. Aufgrund einer Erkrankung ging Poller im Jahr 1961 in den Ruhestand und lebte danach in Hohenlimburg. Am 17. Oktober 1975 starb Poller in Hagen, wo sein Sohn lebte.

## Schriften
- Arztschreiber in Buchenwald. Bericht des Häftlings 996 aus Block 36, Phönix-Verl. Christen & Co, Hamburg 1946 (in mehreren Auflagen erschienen)
- Gedenkblatt für Theodor Haubach. Frankfurt a. M., Dortmund 1955.
- Die Revolution einer Stadt. Besuch in Istanbul. Verlag „das segel“, Frankfurt am Main 1953
- Vernunft muß siegen. Zwei Jahre Deutschlandpolitik im Spiegel der „Westfälischen Rundschau“ . Dortmund 1948